# Lo Temple de la Glòria
Lo Temple de la Glòria és un llarg poema inacabat d'autor desconegut. Possiblement escrit a la fi del segle xviii o, ja de principis del XIX, per la qual cosa se'l considera un del precursors de la Renaixença, fins i tot del Romanticisme a Catalunya. Tot i que alguns estudiosos l'han atribuït a Antoni Puig Blanch, aquesta tesi no resulta determinant segons molts d'altres. El primer cop que es va publicar fou el 1847 a Barcelona, a la Impremta de Magí Pers i Ramona i va aparèixer amb la seva traducció castellana basant-se en un manuscrit de Vic recollit pel canonge Jaume Ripoll i Vilamajor (segons Manuel de Montoliu en el seu Aribau i el seu temps). És incomplet. Consta de 57 octaves reials de rima consonant i només amb paraules planes.

## Desconeixença de l'autor
Cal tenir present tota una sèrie de premisses a l'hora d'investigar l'oculta personalitat de l'autor:
Molas (1968) ens diu que fou Torres Amat (1836) qui va parlar-ne primer i va atribuir-lo a Josep Fontaner, un autor inexistent ubicat al segle xviii. L'editor i traductor al castellà del poema Magí Pers i Ramona (1842) el va publicar com anònim. Corminas (1849) va penjar-lo a Ignasi Puigblanch (correctament Puig Blanch, donat que eren dos cognoms GEC) que va convèncer Pers i Ramona (1857), però que Balaguer (1866) l'atribuí a un altre germà Puigblanch, Antoni, GEC, i vint anys després, (1877) Rubió i Ors en defensà l'autoria de nou pel primer germà.
Posteriorment Miquel i Vergés (1979), Rubió i Balaguer (1984) i Jardí (1960) refuten l'existència històrica del primer germà, Ignasi i, el primer de tots ells l'atribueix a Antoni i escrit entre 1814 i 1815, mentre que els altres dos estudiosos el donen com anònim i, d'ells, Rubió el considera de les elaboracions catalanes de les darreries del s. XVIII, no a principis.
Per tot això Molas diu, encertadament, que tot l'afer resulta “una selva d'opinions” i que ell considera el text “anònim, amb acumulació de trets romàntics i, consegüentment d'entrants el segle xix”
Més recentment Max Cahner (1998) ha obert un nou front atribuint-lo a Ignasi Plana i Fontana: “resta oberta la hipòtesi que, l'any mateix de la seva mort (1811), escrivís (i deixés inacabada) la seva obra més important, el poema Lo Temple de la Glòria, atribuït a Antoni Puigblanch o a un inexistent germà seu que s'hauria dit Ignasi i, finalment, tingut per anònim”: un plantejament que comparteixen: Mireia Campadabal (2003) i Pep Valsalobre Palacios i Albert Rossich (2008).
Tal com podem comprovar en el llibre conjunt d'aquests dos últims (2008), on figura un fragment del poema d'Ignasi Plana: L'Epitalami a les reials bodes, si més no per l'aspecte mètric i lèxic és força coincident però no són bases prou sòlides per atorgar-li la paternitat d'un text força convergent amb l'estil compositiu.

## Distribució del poema
Octaves Reials I-II
La veu narrativa descriu trobar-se desterrat i enyora la llum del Sol, entre cadenes amb altres, en terra estranya (Babilònia-?), a la riba d'un riu, patint burles i vileses.
Octava Reial III
Adreça al seu déu un clam d'ajut i d'il·luminació en l'adversitat.
Octaves Reials IV-VII
Submergit en les seves cavil·lacions cau en un somnieig. Vagareja pels aires noctàmbuls, salvant distàncies damunt del mar, tan amunt que veu la terra de lluny estant, petita com un àtom, sempre conscient de la grandesa del seu déu.
Octaves Reials VIII
Des de les altures es plany d'aquells que habiten la terra, recordant la pàtria.
Octava Reial IX
L'empenta el duu a una muntanya, de terra fèrtil, plena d'exquisideses pels sentits.
Octaves Reials X-XII
Veu convits luxosos i saborosos, convidats en la disbauxa, gaudint del moment sense pensar en el demà; veu arbredes on ballen nimfes impúdiques.
Octaves Reials X-XVII
La sorpresa atura el seu vol i també els seus dubtes, perquè veu davallar de la muntanya “un baró d'il·lustre fama”, que tot sembla indicar Jesucrist. Comença a congriar-se un munt de gent. La figura, de la que lloa totes les qualitats més pures, comença a parlar i el seu parlament ho somou tot.
Octaves Reials XVIII-XXVI
El Profeta refereix una a una les Benaurances: La pobresa preferible a la riquesa que corromp (XVIII); la calma i la clemència enfront de la venjança i la ira (XIX); privacions contra ambicions (XX); la justícia, alliberament de la malícia (XXI); la caritat i la clemència envers els altres davant la fam i la presó (XXII); la veritat sempre davant l'engany que comporta alleujament de la llum (XXIII); la raó, presentada com presumptuosa, preferible a les passions (XXIV); de nou la calma es reivindica contra el furor amb imatges que recorden el mite de la caverna de Plató (XXV); elogi d'aquells que han sofert suplicis i tortures en “màquines estranyes” que seran recompensats pel cel (XXVI)
Octaves Reials XXVII-XXX
La fascinació que produeix en la multitud aquest discurs resulta un apaivagament i arravatament alhora. El Profeta calla com quan pren alè un cérvol assedegat, fatigat. I, obrint-se pas entre la gentada, com aigües separades per Moisès, torna a la muntanya. La gent abandona l'escenari, amargament.
Octaves Reials XXXI-XXXIV
El narrador sembla l'únic que prova de fer encalç del Profeta. Escala la muntanya, plena de viaranys penjats en el buit que espaordirien el més experimentat muntanyenc. La muntanya està encerclada per un profund fossat, batuda per les ones. Ones que amollen a la platja nàufrags exhaust i moribunds. Els imagina malvats que han lluitat contra La Ciutat Santa.
Octaves Reials XXXV-XXXVIII
Aquests pensaments el turmenten, minven el seu coratge i, de sobte, una llum l'atrau, més bella que l'albada, com un estel que guia un mariner, el seu raig l'encamina per senda segura. Renovat l'entusiasme n'obté la certesa amb un rètol gravat en marbre. Tots aquells que cerquen la trajectòria veritable han de seguir aquella via, que és la degudament correcta.
Octaves Reials XXXIX-XLIV
Segueix per un pont que es bada a tot aquell que fuig vers les cavernes de calma i alegria (ell n'està fent el sentit contrari). Havent passat l'arravata una bonança, una mudança sibil·lina. Llavors tot ell es troba igual que un moribund que recobra el goig inexplicable. El camí fa giragonses damunt d'un balç, entre roques i espines. tots aquells elements hi són per fer flaquejar els pits agosarats; però un braç invisible el reconforta. A punt de fer peu a la muntanya santa li esdevé un nou somni i topa amb una nova figura que s'apropa.
Octaves Reials XLV-LI
Es topa amb un altíssim africà, dolç de faccions però de rostre angoixat, plorós i que és mut. Balbucejant ple de turbulències interiors. Carregat de cadenes, penes que oprimeixen la seva joia, però amb una llum abraçant-lo fantàsticament. El narrador torna a omplir els seus pensaments amb tots aquells que defugen les glòries, tancant-se dins coves de foscor, recorda les imatges de les verges consagrades a l'Etern. Homes abatuts en la ignorància, infants sense substància, rebolcats, faltats de sòlides delícies. D'aquesta forma el Jove plora per les pèrdues que li ha infligit el seu estat actual, ple de cadenes. El narrador conta com s'omple d'empatia envers aquell miserable i invoca el seu déu preguntant per què no s'apiada de tot aquell que li implora.
Octaves Reials LII-LIII
Sembla com si la muntanya s'estremís i respongués amb planys, brams i laments: obrint-se del Cel les portes. Reflexiona com es representa al pare celestial, ple d'ostentació, amb insigne comitiva, estremint les ones, les voltes d'aquell temple petri.
Octaves Reials LIV-LV
Es fan una sèrie de preguntes a l'”Atleta”, africà: si defallirà quan les esperances les té a la punta dels dits, si vol abandonar aquells que li volen tot l'ajut, si desfarà els llassos que els uneixen?
Octaves Reials LVI-LVII
Tot plegat recorda al narrador les imatges del mercader que no reposa frisant per la futura riquesa o els efectes d'una tempesta airada... Aquests pensaments menyscaben la voluntat de l'”Atleta” que defalleix, mentre la presència divina li infon desitjos de puresa sacrificants...
(:::) (Final sobtat del manuscrit

## Personatges i figures
En el poema podem distingir:
- El Narrador o Veu Lírica.
- Profeta, figura que pot significar Jesucrist.
- Públic assistent a les benaurances, multitud.
- Africà, també anomenat Atleta, jove de considerable estatura.
- Etern.

Se citen figures històriques com:
- Moisès

Llocs com: Babilònia, Sió, Ciutat Santa